# バンジー (ゲーム会社)
バンジー（英: Bungie, Inc.）は、アメリカ合衆国のゲームソフトウェア開発会社である。現在は主にDestinyシリーズの開発を行っている。
これまでにMacintosh、Windows、PlayStation 2、Xbox、Xbox 360のゲームを開発し、MarathonシリーズやMythシリーズ、Haloシリーズなどが代表作として知られている。

## 歴史

### 成り立ち
1991年5月、アレクサンダー・セロピアン（Alexander Seropian）とジェイソン・ジョーンズ（Jason Jones）によってシカゴに設立された。当時の社名はBungie Software Products Corporation。2人はシカゴ大学で人工知能を共に学んだ仲であり、DOS/Vプラットフォームよりライバルが少なく親しみのあったMacintoshプラットフォームに注力する方針を決めた。
1990年に『ポン』の無料クローンである『Gnop!』、1991年にタンクシューティングゲーム『Operation: Desert Storm』を発表後、1992年にローグライクゲーム『Minotaur: The Labyrinths of Crete』を発表。1993年にリアルタイム3DCGを取り入れた一人称シューティングゲーム（FPS）『Pathways into Darkness』を発表した。『Pathways-』はシューティングゲームとしては珍しく日時の概念があり、道具が所持できるといったアドベンチャー性が取り入れられているほか、睡眠中にも時間が進行して敵に襲われたり、暗闇で通路の奥が見えないといった恐怖演出が取り入れられている。

### ヒット作と成長
『Pathways-』の制作後、ストーリー性がゲームの価値を大いに左右すること、ストーリー表現にグラフィックスが重要なことに着眼し、1994年にSF風の3D FPSゲーム『Marathon』を発表する。『Marathon』は詳細なバックグラウンドストーリーのほか、対話的に進むシナリオと当時としては精細な3Dグラフィックス、パズル的な仕掛けを含めた立体的なマップ、弾避けや照準の上下などのアクション性、ネットワークプレイなどを取り入れ、Macintoshゲーム市場におけるヒット作となった。なお、当時はDOS/V市場で3D FPS『Doom』（1993年）が人気を博していた時代背景がある。1995年には続編となる『Marathon 2: Durandal』を発表し、1996年にはシリーズ完結作となる『Marathon Infinity』を発表した。『Marathon 2』ではバンジー製ゲームとしては初のWindows版移植が行われ、このヒットによりバンジーの売り上げは500%の成長となった。
この時期には自社開発以外の製品も取り扱っており、1996年にCrack dot Comによる2Dアクションシューティングゲーム『Abuse』のMacintosh版と、パンゲア・ソフトウェアによる3Dアクションアドベンチャーゲーム『Weekend Warrior』を発売したほか、『Marathon 2』のゲームエンジンを外部企業にライセンスし、同エンジンを使用した3D FPSゲーム『Prime Target』（1996年、WizardWorks開発）、『ZPC』（1996年、Zombie Studios開発）、『Damage Incorporated』（1997年、Paranoid Productions開発）が制作された。
1997年には『Marathon』の開発チームの多くを引き継ぎ、中世ファンタジー風の3Dリアルタイムストラテジーゲーム『Myth: The Fallen Lords』を発表した。同作は35万本のヒットとなり、1998年には続編の『Myth II: Soulblighter』を発表した。『Marathon』では主にLANでのネットワークプレイを対象としていたが、『Myth』ではインターネットでのネットワークプレイのためにBungie.netというサービスを立ち上げ開放したほか、Macintosh版とWindows版の同時発売を実現した。
1997年、バンジーは開発力の拡張のためカリフォルニア州に開発スタジオ「バンジー・ウエスト」を開設し、2001年にバンジー・ウエストによるSF風の3Dアクションゲーム『Oni』を発表した。『Oni』は日本のSFアニメ（とりわけ『攻殻機動隊』）に影響を受けた世界観を持っており、リアルタイムレンダリングによるカットシーンを取り入れたほか、火器に加え格闘を取り入れたアクション性の高いゲームプレイになっている。また、Macintosh版、Windows版に加えPlayStation 2版を発売し、バンジーとしては初の家庭用ゲーム機向けソフトウェアとなった。
また、1999年にはテイクツー・インタラクティブ・ソフトウェアに株式の19.9%を譲渡する契約を結び、大手ゲームパブリッシャーであるTake-Two-によるMythシリーズと『Oni』の販路を得た。

### バンジー・スタジオ時代
1999年のMacworld基調講演においてSF風の3Dシューティングゲーム『Halo: Combat Evolved』が初めて披露された。同作はMythシリーズのような広大で立体的な地形と、歩兵戦に加え機動戦を取り入れている。『Halo』は当初Macintosh版とWindows版が開発されていたが、2000年、バンジーはXboxの発売を間近に控えていたマイクロソフトによって買収され、マイクロソフト・ゲーム・スタジオ（Microsoft Game Studios）の傘下部門バンジー・スタジオ（Bungie Studios）となり、HaloはXbox用ゲームとして開発されることになった。また、これと同時にテイクツー・インタラクティブ・ソフトウェアはマイクロソフトにバンジーの株式19.9%を譲渡する契約を結び、Mythシリーズと『Oni』の独占販売権はテイクツー・インタラクティブに移動した。このことにより、『Oni』はバンジーによる開発が続けられたものの、Mythシリーズの3作目となる『Myth III: The Wolf Age』（2001年）はバンジーの関わることのない所で開発・販売されることとなった。また、バンジーはマイクロソフトの所在地であるシアトルに移転した。
2001年に『Halo: Combat Evolved』Xbox版が発売され、2003年にはWindows版とMacintosh版が発売された。2004年には続編である『Halo 2』Xbox版が発売され、2007年には『Halo 2』Windows版と『Halo 3』Xbox 360版が発売された。『Halo 3』は初期の1週間で3億ドルを売り上げヒット作となった。
また、2003年にはバンジーの共同創業者の1人で元CEOであるアレクサンダー・セロピアンが退社し、元バンジーのメンバー6人とともにWideload Gamesを設立している。

### マイクロソフトからの再独立と、Haloシリーズとの決別
2007年10月、バンジー・スタジオはマイクロソフトから分離し、再び独立したポジションで活動すると発表。ただし少数の株式とHaloシリーズを含む過去IPの全権利はマイクロソフトへ移譲され、開発も343 Industriesが担当となる。永らく制作してきたHaloシリーズと決別することとなる。

### Activisionとパブリッシング契約、再びマルチベンダーへ
10年に及ぶ大型契約を結んだ事を正式に発表。2013年2月17日、新シリーズ『Destiny』を発表。発表時点で史上最高額となる5億ドル（約509億円）を超える予算が話題になる。海外で2014年9月9日に発売され、日本では2014年9月11日に発売、発売初日の売上が5億ドルに到達したと発表された。

### ソニーグループが買収へ
ソニーグループ傘下のソニー・インタラクティブエンタテインメント（SIE）は2022年1月31日、バンジーを買収すると発表した。買収額は36億ドル（約4100億円）。
2022年7月15日、買収総額は約37億ドル（約5140億円）買収が完了したと発表した。

## 社風
社屋にアニメのポスターなどが貼られており、スタッフの大半が日本のアニメなどを好んでいる。なお、『HALO Legends』では日本のアニメ制作会社がアニメーションを担当している。

## 開発タイトル
- Gnop!（Macintosh版1990年） - GnopはPongの逆綴りである
- Operation: Desert Storm（Macintosh版1991年）
- Minotaur: The Labyrinths of Crete（Macintosh版1992年）
- Pathways into Darkness（Macintosh版1993年）
- Marathonシリーズ
  - Marathon（Macintosh版1994年）
  - Marathon 2: Durandal（Macintosh版1995年、Windows版1996年、Xbox Liveアーケード版2007年）
  - Marathon Infinity（Macintosh版1996年）
- Mythシリーズ
  - Myth: The Fallen Lords（Macintosh・Windows版1997年）
  - Myth II: Soulblighter（Macintosh・Windows版1998年）
- Oni（Windows・PlayStation 2・Macintosh版2001年、Macintosh版はThe Omni Group移植）
- Haloシリーズ
  - Halo: Combat Evolved（Xbox版2001年、Windows・Macintosh版2003年、Windows版はGearbox Software移植、Macintosh版はMacSoft Games移植）
  - Halo 2（Xbox版2004年、Windows版2007年）
  - Halo 3（Xbox 360版2007年）
  - Halo Wars（Xbox 360版2009年）
  - Halo 3: ODST（Xbox 360版2009年）
  - Halo:Reach（Xbox 360版2010年）
- Destinyシリーズ
  - Destiny（PlayStation 3/4・Xbox 360/One版2014年）
  - Destiny 2（PlayStation 4・Xbox One版2017年）

## 関連人物・企業
Power of Seven『Marathon 2』および『Marathon Infinity』の音楽を担当。
マーティン・オドネル（Martin O'Donnell）Mythシリーズ、『Oni』、Haloシリーズの音楽を担当。
Double Aught Studiosグレゴリー・ジョン・カークパトリック（Gregory John Kirkpatrick、『Marathon』のストーリーラインを書いた人物）とクリス・ガイゼル（Chris Geisel、ともにバンジーに在籍）が設立したゲーム開発スタジオ。『Marathon Infinity』の開発に協力。
Wideload Gamesバンジーの共同創業者で元CEOのアレクサンダー・セロピアンがマイクロソフト（バンジー・スタジオ）を退社後、元バンジーのメンバーとともに設立したゲーム開発スタジオ。Haloベースのエンジンを使用した『スタッブス・ザ・ゾンビ（Stubbs the Zombie in Rebel Without a Pulse）』などを開発。
Giant Byteハミルトン・チュー（Hamilton Chu、バンジーの元エグゼクティブプロデューサー）やマイケル・エバンス（Michael Evans、バンジーの元リードエンジニア）らが設立したゲーム開発スタジオ。
Certain Affinityデビッド・ボウマン（David Bowman、バンジーの元デザイナー）ら元メンバーが在籍するゲーム開発スタジオ。
テイクツー・インタラクティブ・ソフトウェアMythシリーズおよび『Oni』の独占販売権を保有している。
マイクロソフトバンジーを一時傘下に置き、Haloシリーズの権利を保有するほか、資本関係を持っていた。